# USS Evarts (DE-5)
USS Evarts (DE-5) là một tàu hộ tống khu trục, chiếc dẫn đầu trong lớp của nó, được Hải quân Hoa Kỳ chế tạo trong Chiến tranh Thế giới thứ hai. Nó là chiếc tàu chiến duy nhất của Hải quân Mỹ được đặt theo tên Trung úy Hải quân Milo Burnell Evarts (1913 - 1942), phục vụ trên tàu tuần dương hạng nhẹ Boise (CL-47) và đã tử trận trong Trận chiến mũi Esperance; ông được truy tặng Huân chương Chữ thập Hải quân. Nó đã phục vụ cho đến khi chiến tranh kết thúc, xuất biên chế vào ngày 2 tháng 10 năm 1945, và bị bán để tháo dỡ vào ngày 12 tháng 7 năm 1946. Evarts được tặng thưởng một Ngôi sao Chiến trận do thành tích phục vụ trong Thế Chiến II.

## Thiết kế và chế tạo
Những chiếc thuộc lớp tàu khu trục Evarts có chiều dài chung 289 ft 5 in (88,21 m), mạn tàu rộng 35 ft 1 in (10,69 m) và độ sâu mớn nước khi đầy tải là 8 ft 3 in (2,51 m). Chúng có trọng lượng choán nước tiêu chuẩn 1.140 tấn Anh (1.160 t); và lên đến 1.430 tấn Anh (1.450 t) khi đầy tải. Hệ thống động lực bao gồm bốn động cơ diesel General Motors Kiểu 16-278A nối với bốn máy phát điện để vận hành hai trục chân vịt; công suất 6.000 hp (4.500 kW) cho phép đạt được tốc độ tối đa 21 kn (24 mph; 39 km/h), và có dự trữ hành trình 4.150 nmi (4.780 mi; 7.690 km) khi di chuyển ở vận tốc đường trường 12 kn (14 mph; 22 km/h).
Vũ khí trang bị bao gồm ba pháo 3 in (76 mm)/50 cal trên tháp pháo nòng đơn có thể đối hạm hoặc phòng không, một khẩu đội 1,1 inch/75 caliber bốn nòng và chín pháo phòng không Oerlikon 20 mm. Vũ khí chống ngầm bao gồm một dàn súng cối chống tàu ngầm Hedgehog Mk. 10 (có 24 nòng và mang theo 144 quả đạn); hai đường ray Mk. 9 và tám máy phóng K3 Mk. 6 để thả mìn sâu.
Nguyên dự định sẽ chuyển giao cho Hải quân Hoàng gia Anh, Evarts được đặt lườn như là chiếc BDE-5 tại Xưởng hải quân Boston ở Boston, Massachusetts vào ngày 17 tháng 10 năm 1942. Nó được hạ thủy vào ngày 7 tháng 12 năm 1942; nhưng việc chuyển giao bị hủy bỏ và con tàu nhập biên chế cùng Hải quân Hoa Kỳ vào ngày 15 tháng 4 năm 1943, dưới quyền chỉ huy của Hạm trưởng, Thiếu tá Hải quân Charles Buck Henriques.

## Lịch sử hoạt động
Sau khi hoàn tất việc huấn luyện chống tàu ngầm và thử nghiệm radar tại khu vực vịnh Chesapeake, Evarts bắt đầu phục vụ trong vai trò hộ tống vận tải, và thường xuyên đảm nhiệm vai trò soái hạm cho Tư lệnh Đội hộ tống 5. Sau khi thực hiện năm chuyến đi khứ hồi đến Casablanca, Bắc Phi, nó khởi hành từ Norfolk, Virginia vào ngày 22 tháng 4, 1944 cho chuyến đi đầu tiên đến Bizerte. Hai ngày trước khi đi đến cảng, đoàn tàu nó hộ tống chịu đựng cuộc không kích bởi máy bay ném bom đối phương, và con tàu đã tham gia vào lưới lửa phòng không vốn đã bắn rơi được nhiều máy bay đối phương.
Trong hành trình quay trở về, vào ngày 29 tháng 5, Evarts được cho tách khỏi đoàn tàu vận tải để đi đến trợ giúp cho chiếc tàu sân bay hộ tống Block Island (CVE-21) và chiếc tàu hộ tống khu trục Barr (DE-576), cả hai đã bị trúng ngư lôi phóng từ tàu ngầm Đức U-549. Evarts chỉ đi đến hiện trường sau khi Block Island đã bị đắm, nhưng nó hộ tống cho Barr được kéo về Casablanca an toàn. Chuyến đi thứ hai của nó sang Bizerte diễn ra an toàn, cũng như một chuyến đi sang Palermo và ba chuyến đi khác đến Oran được tiếp nối sau đó.
Hoàn thành vai trò hộ tống vận tải vào ngày 11 tháng 6, 1945, Evarts bắt đầu phục vụ như mục tiêu giả lập cho các cuộc thực tập với tàu ngầm tại New London, Connecticut, cho đến khi nó đi đến thành phố New York vào ngày 11 tháng 9. Con tàu được cho xuất biên chế tại đây vào ngày 2 tháng 10, 1945; và bắt đầu được tháo dỡ từ ngày 12 tháng 7, 1946.

## Phần thưởng[1]
|  |             |  |
|  | Bronze star |  |

| Dãi băng Hoạt động Tác chiến (truy tặng) |                                                                              |                                                                              |                                      |
| Huân chương Chiến dịch Hoa Kỳ            | Huân chương Chiến dịch Châu Âu-Châu Phi-Trung Đông với 1 Ngôi sao Chiến trận | Huân chương Chiến dịch Châu Âu-Châu Phi-Trung Đông với 1 Ngôi sao Chiến trận | Huân chương Chiến thắng Thế Chiến II |